# Hello (песен на Кармин)
Hello (в превод: Здравей) е песен на американската поп Кармин. Песента е вторият официален сингъл EP от дебютния им албум със същото име, Hello. Тя е написана от членовете на групата Ейми Хайдеман и Ник Нунан, заедно с продуцентския екип Старгейт, Атом Роу и колега сътрудник Клауд Кели. Песента започва да се пуска на масовите радиостанции 31 юли 2012.

## Видео
Видеото към песента е пуснато на 7 август 2012 г.

## История на издаване
| Държава        | Дата                | Формат                             | Музикален издател |
| -------------- | ------------------- | ---------------------------------- | ----------------- |
| САЩ            | 31 юли 2012 г.      | Радио излъчване, дигитално сваляне | Епик Рекърдс      |
| Тайван         | 9 септември 2012 г. | Дигитално сваляне                  | Sony Music Taiwan |
| Великобритания | 23 декември 2012    | Дигитално сваляне                  | Епик Рекърдс      |

## Позиции в музикалните класации
| Класация                  | Позиция |
| ------------------------- | ------- |
| Канада (Canadian Hot 100) | 72      |
| Нова Зеландия (RIANZ)     | 21      |
| САЩ (Billboard Hot 100)   | 62      |